# Sant Pere d'Orrit
Sant Pere d'Orrit és l'església parroquial romànica del poble d'Orrit, pertanyent al terme municipal de Tremp, dins de l'antic terme de Sapeira. És un monument protegit com a bé cultural d'interès local.
És una església directament poc documentada al llarg de la història, però, en canvi, apareix esmentada en documents aliens a Orrit. La seva història està estretament lligada a la del castell, amb totes les disputes i litigis inclosos. Pertanyé inicialment a Alaó, però al voltant del 1100 el comte Pere Ramon de Pallars Jussà, amb els seus germans Arnau i Bernat, la donaren a Santa Maria de Mur, on construïen el seu panteó familiar. També estigué relacionada, tot i que sembla que indirectament, amb la Comanda de Susterris.
És un edifici d'una nau coberta amb volta de canó semicircular, amb tres arcs torals al llarg de la nau. A llevant hi ha l'absis semicircular, unit a la nau per un arc prebiteral. Té arcuacions llombardes a la capçalera. A l'absis i a la façana oest hi ha dues finestres de doble esqueixada. A la façana de migdia hi ha un campanar de torre, de forma prismàtica i planta quadrada. Està format per tres nivells d'obertures. A la planta baixa té dues espitlleres mirant al sud; més amunt, dues finestres d'arc de mig punt i esqueixada recta, en part paredades actualment, i una única finestra com les anteriors, però més ampla, al tercer nivell.
La part baixa del cloquer, que s'obre a l'església, fou habilitada com a capella, i se'n construí una altra al costat nord més modernament, moment en què també es construí la sagristia, a l'angle sud-est, entre l'absis i el campanar, i el cor als peus de la nau, en l'escala d'accés al qual hi ha reaprofitat com a graó un bloc de marbre decorat amb una motllura.
Aquesta església presenta solucions constructives com les que es donen a Sant Vicenç de Cardona, com l'ús de contraforts que esdevenen elements decoratius. Tot plegat, és una obra de la plenitud del segle xi.